# Буй Хоанг Виет Ан
Буй Хоанг Виет Ан (на виетнамски: Bùi Hoàng Việt Anh)  (роден на 1 януари 1999 г.) в провинция Донг Хунг, Виетнам) е виетнамски футболист центален защитник, състезател на виетнамския Конг Ан и Националния отбор на Виетнам. Участник в Купата на Азия 2023 където бележи първия гол срещу Ирак при загубата с 2:3.

## Успехи
Хонг Лин (Ха Тин)
- В лига 2 (2 ниво)
  - Шампион (1): 2019

 Ханой
- В лига 1 (1 ниво)
  - Шампион на Виетнам (1): 2022
- Купа на Виетнам
  - Носител (2): 2020, 2022
- Суперкупа на Виетнам
  - Носител (2): 2020, 2021